# Sybota mendozae
Sybota mendozae är en spindelart som beskrevs av Brent D. Opell 1979. Sybota mendozae ingår i släktet Sybota och familjen krusnätsspindlar. Inga underarter finns listade i Catalogue of Life.